# Стшельце (Великопольське воєводство)
Стшельце (пол. Strzelce, нім. Strelitz) — село в Польщі, у гміні Ходзеж Ходзезького повіту Великопольського воєводства.
У 1975-1998 роках село належало до Пільського воєводства.